# Nola Luxford

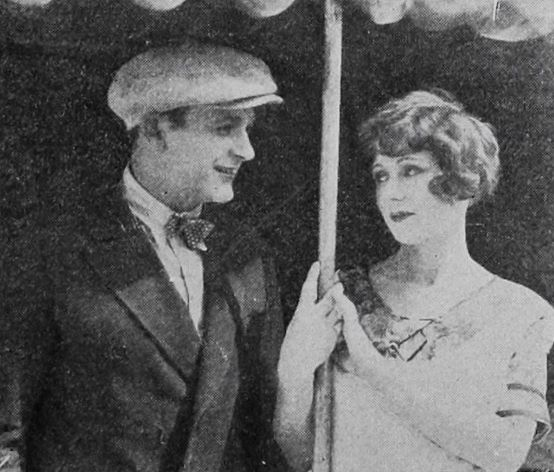
Nola Luxford (rechts)
Im Film The Prince of Pep (1925)

Nola Luxford (* 23. Dezember 1895 in Hunterville, Manawatu-Wanganui, Neuseeland; † 10. Oktober 1994 in Los Angeles, Kalifornien, Vereinigte Staaten) war eine in Neuseeland geborene, US-amerikanische Schauspielerin, Radiosprecherin, Journalistin und Fundraiser.

## Frühes Leben
Adelaide Minola Pratt wurde am 23. Dezember 1895 als Tochter und älteste von drei Kinder der Eheleute Adelaide Agnes McGonagle, Lehrerin von Beruf und dem Tuchhändler Ernest Augustus Pratt in Hunterville, rund 43 km östlich von Whanganui geboren. Irgendwann zog die Familie nach Hastings und eröffneten dort eine Buchhandlung. Über Adelaides Kindheit und Jugendzeit ist nichts bekannt, außer dass sie ein attraktives, beliebtes und temperamentvolles Kind gewesen sein soll und in lokalen Repertoireproduktionen auftrat. Nach Abschluss ihrer Schulzeit arbeitete sie als Buchhalterin bei der Union Bank of Australia. Als ihr Vater im April 1919 mit einer jungen Assistentin seines Geschäften verschwand, löste das einen Skandal in Hastings aus. Wann Adelaide sich den Namen Nola zulegte, ist nicht bekannt, wird aber im Folgenden nun verwendet.

## Erste Ehe
Nola heiratete am 12. August 1919 in Hastings den aus dem Krieg zurückgekehrten Soldaten Maurice George Luxford. Nach der Heirat musste sie feststellen, dass ihr Mann mittellos war. Um der Armut und der Schande zu entkommen, die ihr Vater über die Familie gebracht hatte, liehen sie sich Geld und wanderten nach den Vereinigten Staaten aus.

## Vereinigte Staaten
Dort angekommen, saßen sie zunächst am Pershing Square in der Innenstadt von Los Angeles, mittellos und von betrunkenen Menschen umgeben und wussten nicht, wie sie sich ihre nächste Mahlzeit beschaffen konnten. Ihr weiteres Leben dort mit ihrem Mann war leidvoll und von Armut geprägt. Im April 1927 ließ sie sich dann von ihm scheiden.

## Zweite Ehe
Wenig später heiratete Nola am 8. Juni 1927 in Baltimore mit William Bauernschmidt jemanden aus einer wohlhabenden Brauereifamilie der Stadt Baltimore. 1934 erbte ihr Mann rund 100.000 US-Dollar. Sie zogen nach Los Angeles und bauten dort ein Haus für sich. Doch auch diese Ehe war von Streit geprägt und so ließen sie sich nach einer fast vierjährigen Auseinandersetzung im Jahr 1939 scheiden. Nola erhielt das Haus und 25.000 Dollar.

## Schauspielkarriere
In den 1920er Jahren versuchte Nola in Hollywood sich als Schauspielerin zu etablieren. 1924 kam dann mit „Girl shy“ ihre erste Rolle und wurde für sie in der Komödie als perfekt beschrieben. 1925 lernte sie dann den amerikanischen Schriftsteller Zane Grey kennen. Grey bewunderte sie so sehr, dass er ihr 1926 eine Rolle in dem auf seinem Buch Forlorn River basierenden Film beschaffte. Als Nola 1927 dann ablehnte ihn auf seine Reise nach Neuseeland als Sekretärin zu begleiten, ging ihre Freundschaft in die Brüche.
In den nachfolgenden Jahren wirkte Nola in elf Stummfilmen und fünf Tonfilmen mit, war in acht Filmen davon als weibliche Hauptrolle vertreten und wurde in weiteren siebenundzwanzig Filmen für Statistenrollen engagiert. Als in den 1930er Jahren der Übergang zum Tonfilm stattfand, gehörte sie zu den wenigen Schauspielern, die sich den neuen Gegebenheiten anpassen konnten, auch wenn sie nur mit kleineren Rollen betraut wurde. Katharine Hepburn, Basil Rathbone, Norma Shearer, Robert Montgomery, George Arliss und Mary Astor waren als Beispiel Schauspieler, mit denen sie zusammen arbeiten und kennen lernen durfte. Auch nahm sie die Hauptrolle in einer Theatergruppe an, die an der amerikanischen Westküste und in Kanada auftrat.

## Radiosprecherin
1932 überzeugte Nola mit ihrer attraktiven Sprechstimme die Verantwortlichen von KFI, einem US-amerikanischen Hörfunksender aus Los Angeles sowie Managern von National Broadcasting Company (NBC). Sie waren überzeugt, das sie die richtige Frau wäre, um Sportereignisse der Olympischen Spielen in Los Angeles für Neuseeländer und Australier zu kommentieren. Niemals zuvor hatte je eine Frau diese Chance gehabt und Zweifel und Widerstand waren in den Funkhäusern groß. Nola überzeugte alle und während der sechzehn Tage dauernden Spiele sendete sie jeden Tag einen einstündigen Bericht über die Ereignisse. Auch in den Vereinigten Staaten, Kanada und Mexiko waren ihre Berichte zu hören. Zum Schluss jeden Berichtes endete sie mit „Goodnight, Mother Dear“, was zu ihrem Markenzeichen wurde. Der Sender KFI wurde mit über 50.000 Briefen und Telegrammen überschwemmt, in denen Nola Beiträge gelobt wurden.
Angespornt durch den Zuspruch, blieb Nola beim Radio, produzierte zwanzig internationale Sondersendungen zum Gedenken an Weihnachten, Ostern und zum Tag des Waffenstillstands. Auch produzierte sie eine Abschiedssendung für den amerikanischen Forscher Admiral Richard Evelyn Byrd, als er zu seiner Reise in die Antarktis aufbrach. 1939 wurde Nola von NBC als eine der ersten weiblichen Nachrichtensprecherinnen für die „Four Star News“ aus New York eingestellt und am 3. September war sie eine der ersten Nachrichtensprecherinnen, die die amerikanischen Öffentlichkeit darüber informierte, dass sich England nun im Krieg mit Deutschland befand. Anschließend wurde der Vertrag mit ihr von NBC gekündigt, denn Kriegsberichterstattung galt als Männersache.

## Zweiter Weltkrieg
Nicht untätig, wandte sich Nola dem Sammeln von Spenden zu und arbeitete vor allem mit dem British American Ambulance Corps zusammen, die Geld für die Ausrüstung von Krankenwagen für die medizinische und zahnärztliche Versorgung an der Front benötigte. Die produzierte eine Aufnahme von Balladen mit den britischen Theaterstars Gertrude Lawrence und Edmund Gwenn und sammelte damit Geld. 1940 beantragte Nola bei der Rockefeller-Familie eine Erlaubnis, auf dem britischen Gebäude im Rockefeller Center einen ANZAC-Garten zum Gedenken an die gefallenen australischen und neuseeländischen Soldaten anzulegen. 1941 wurde der Garten von neuseeländischen Premierminister Peter Fraser feierlich eröffnet.
Noch während des Krieges organisierte sie den Anzac Club, in dem junge Soldaten nach ihrer Entlassung einen Anlaufstelle hatten. Vier Jahre lang arbeiteten Nola zusammen mit über 100 überwiegend weiblichen Freiwilligen 15 Stunden am Tag, um jedem im Club registrierten Mann einen unvergesslichen Besuch in der Stadt zu ermöglichen. Über 500 Familien im Großraum New York luden die Soldaten zum Abendessen oder zu einem Wochenendaufenthalt ein und Nola organisierte günstige Unterkünfte und Mahlzeiten, Konzerte, Partys, Theaterkarten, Stadtführungen und Wochenendpicknicks. Auch kümmerte sie sich um die Mittelbeschaffung für die vielen Aktivitäten. Prominente Anwälte, Bankiers, Ärzte und Philanthropen zählten zu den Spendern.

## Weitere Aktivitäten
Nach dem Ende des Krieges übernahm Nola die Position eines Fashion Directors für das exklusive Hotel The Pierre in New York und organisierte dort internationale gesellschaftliche Modeveranstaltungen und sammelte dabei beträchtliche Spenden für wohltätige Zwecke. 1957 veröffentlichte sie ein von ihr geschriebenes Kinderbuch und hielt in den 1950er Jahren in den Vereinigten Staaten zahlreiche Vorträge über den Frieden und die Inseln des Südpazifiks.

## Journalistin
Von 1929 bis 1955 schrieb sie Kolumnen für die beliebte Wochenzeitschrift New Zealand Free Lance.

## Dritte Ehe
Am 1. August 1959 heiratete Nola in Nevada den KFI-Manager Glenn Russell Dolberg und behielt ihren Namen. Glenn war der Mann, der sie für die Radioberichterstattung über die Olympischen Spiele 1932 eingestellt hatte. Sie zogen zurück nach Los Angeles, wo sie sich lokal engagierten.
Nola Luxford verstarb am 10. Oktober 1994 im Alter von 98 Jahren in Los Angeles.

## Werke
- 1957 – Nola Luxford: Kerry Kangeroo. 1957 (englisch).[1]

## Ehrungen
- 1947 – American Award of Merit[2]
- 1947 – Officer of the Most Excellent Order of the British Empire (OBE)[2]
- 1989 – Queen's Service Medal, von der neuseeländischen Regierung verliehen[1]